# Ричфілд (Міннесота)
Ричфілд (англ. Richfield) — місто (англ. city) в окрузі Ганнепін, штат Міннесота, США. Населення — 35 228 осіб (2010).

## Географія
Ричфілд розташований за координатами 44°52′28″ пн. ш. 93°16′57″ зх. д. / 44.87444° пн. ш. 93.28250° зх. д. (44.874460, -93.282529). За даними Бюро перепису населення США 2010 року місто мало площу 18,15 км², з яких 17,78 км² — суходіл та 0,37 км² — водні об'єкти.

## Демографія
Згідно з переписом 2010 року, у місті мешкало 35 228 осіб у 14 818 домогосподарствах у складі 8420 родин. Густота населення становила 1941 особа/км².  Було 15735 помешкань (867/км²).
Расовий склад населення:
| - 69,8 % — білих - 9,2 % — чорних або афроамериканців - 6,1 % — азіатів - 0,8 % — корінних американців - 0,1 % — вихідців з тихоокеанських островів - 10,4 % — осіб інших рас |

До двох чи більше рас належало 3,5 %. Частка іспаномовних становила 18,3 % від усіх жителів.
За віковим діапазоном населення розподілялося таким чином: 21,3 % — особи молодші 18 років, 64,5 % — особи віком 18—64 років, 14,2 % — особи у віці 65 років та старші. Медіана віку мешканця становила 36,2 року. На 100 осіб жіночої статі в місті припадало 96,7 чоловіків; на 100 жінок у віці від 18 років та старших — 93,5 чоловіків також старших 18 років.
Середній дохід на одне домашнє господарство  становив 66 480 доларів США (медіана — 52 954), а середній дохід на одну сім'ю — 80 319 доларів (медіана — 67 862). Медіана доходів становила 46 936 доларів для чоловіків та 41 282 долари для жінок. За межею бідності перебувало 12,9 % осіб, у тому числі 18,2 % дітей у віці до 18 років та 7,3 % осіб у віці 65 років та старших.
Цивільне працевлаштоване населення становило 19 639 осіб. Основні галузі зайнятості: освіта, охорона здоров'я та соціальна допомога — 22,8 %, науковці, спеціалісти, менеджери — 14,3 %, мистецтво, розваги та відпочинок — 12,9 %, роздрібна торгівля — 11,7 %.